# Сплиттер (автоспорт)

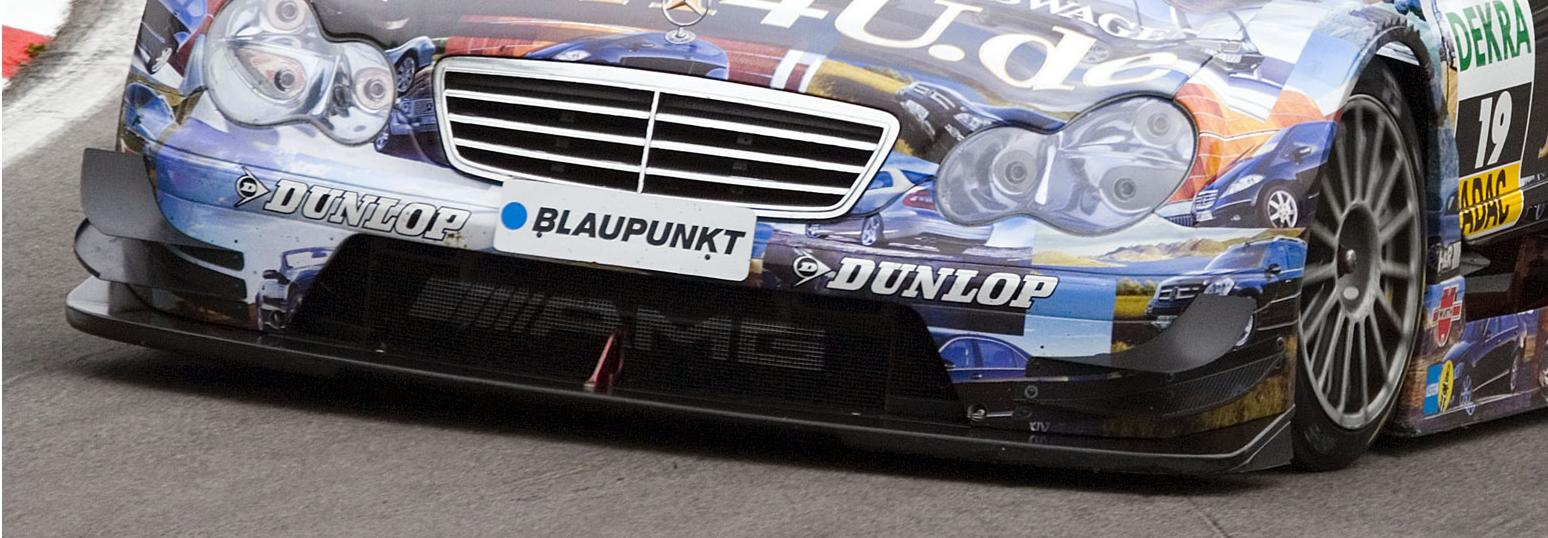
Сплиттер автомобиля ДТМ

Сплиттер (в переводе с англ. — «splitter» — «рассекатель») — аэродинамическая плоскость, служащая для ограничения поступления воздуха под днище, и соответственно, создания разрежения под ним. Устанавливается внизу переднего бампера вплотную к нему примыкая задней кромкой. Воздух над сплиттером отводится вбок, вдоль колесных арок, или через кузов машины, через вентиляционные отверстия в бампере. Отводимый воздух может использоваться другими устройствами — системами охлаждения передних тормозов, системой охлаждения двигателя, задним диффузором. Может быть отдельной деталью или изготавливаться совместно с бампером. Используется в конструкции кузовных машин и спортпрототипов.

## Галерея

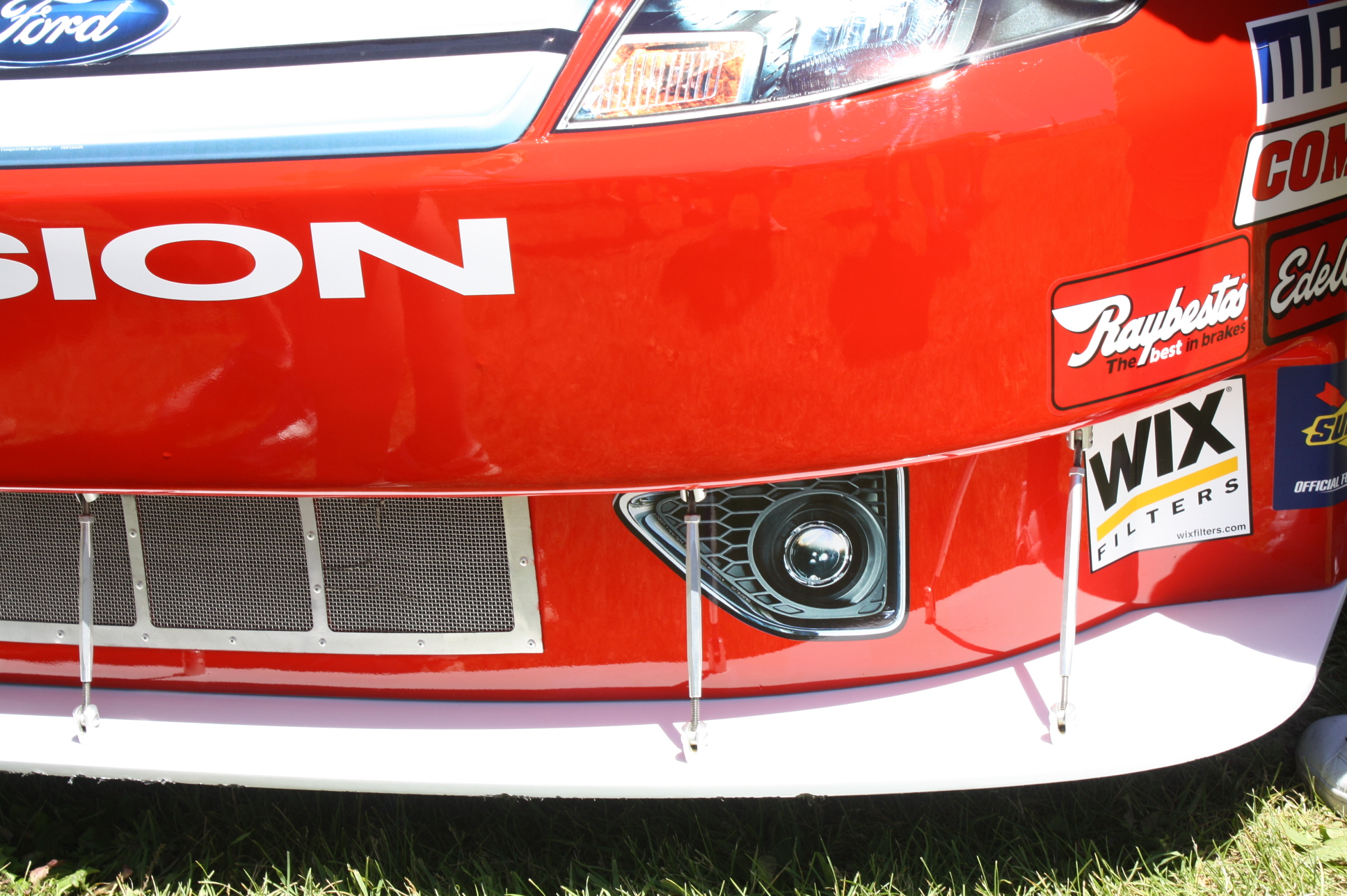
Сплиттер машин NASCAR, вид спереди
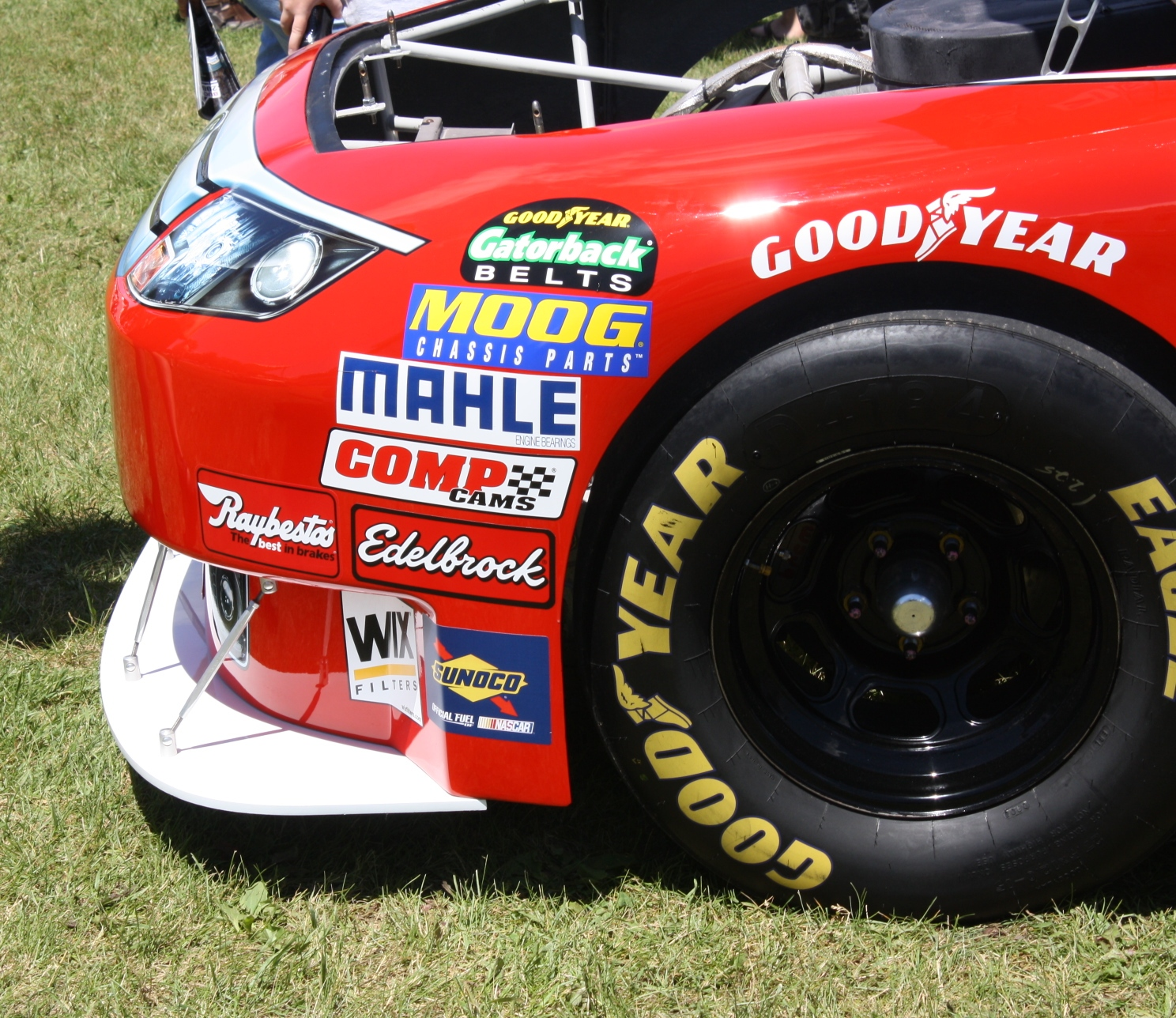
Сплиттер машин NASCAR, вид сбоку
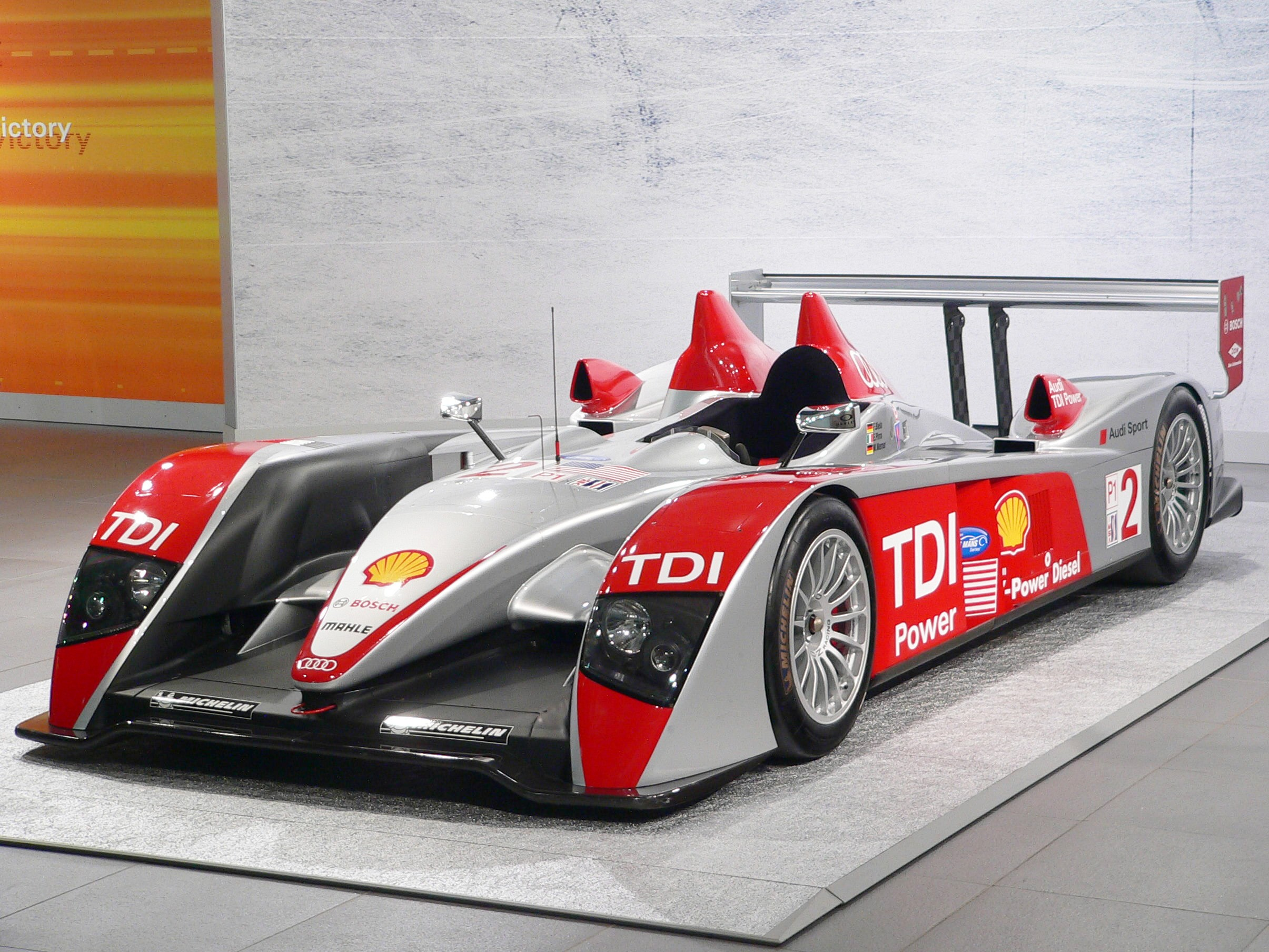
Большой сплиттер спортпрототипа Audi R10
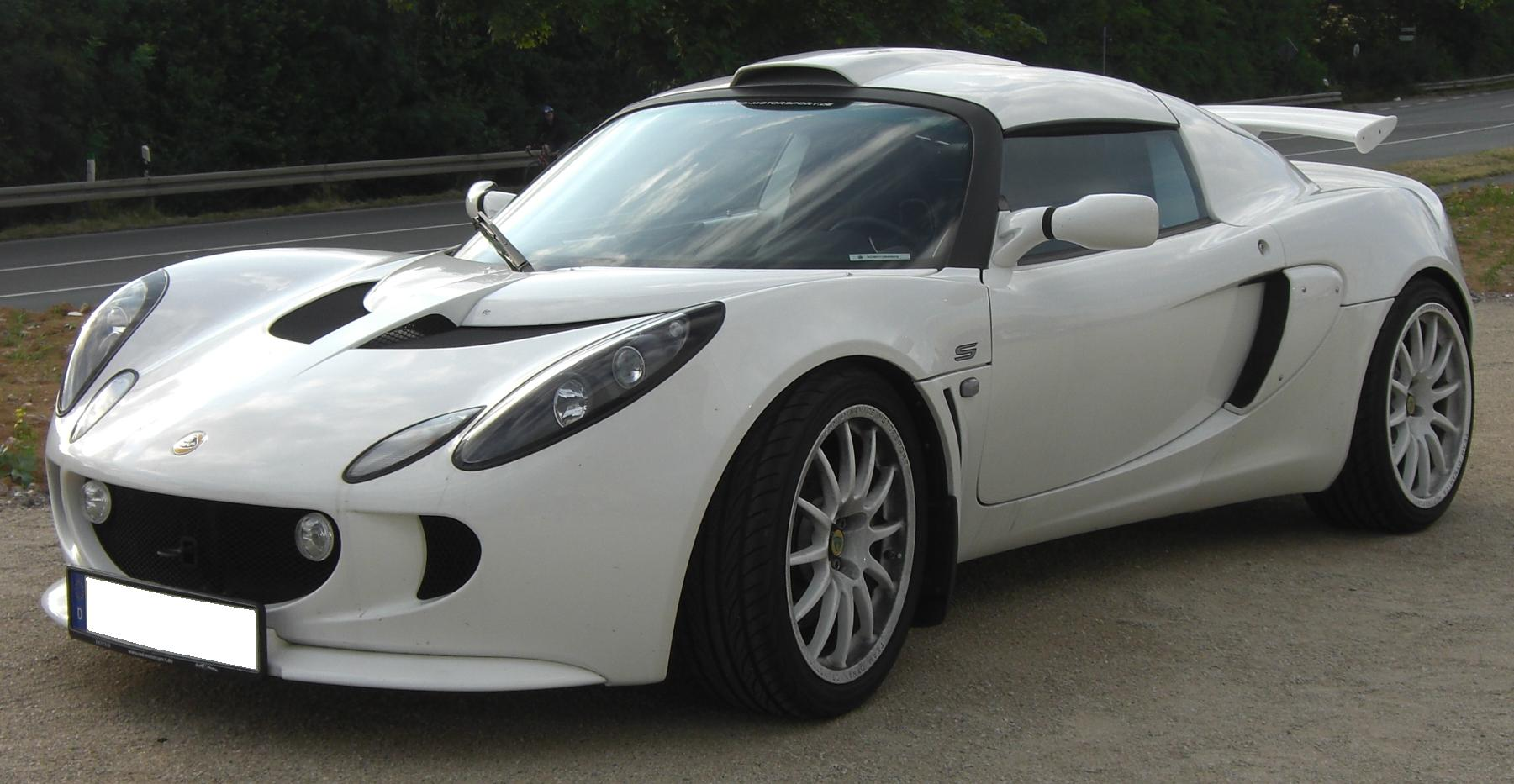
Бампер с интегрированным сплиттером и вентиляционными отверстиями отвода воздуха.